# Jean Frontard
Jean Frontard  (* 4. März 1884 in Besançon; † 3. Januar 1962) war ein französischer Bauingenieur, bekannt für Pionierarbeiten in der Bodenmechanik.
Frontard war Bauingenieur im öffentlichen Dienst, zuerst im Département Haute-Marne und in Melun wirkend, später wurde er Generalinspektor für Brücken- und Straßenbau (Inspecteur Generale de Ponts et Chaussées). Später war er Vizepräsident der französischen Sektion der International Society for Soil Mechanics and Geotechnical Engineering (ISSMFE).
Bekannt ist er für frühe Untersuchungen der Scherfestigkeit von Tonböden in Frankreich. Er folgte dabei dem französischen Pionier dieser Untersuchungen Alexandre Collin, der aber in den 1840er Jahren wirkte und damals schon in Vergessenheit geraten war. Anlass war teilweise eine Anfrage des berühmten Brückenbau-Ingenieurs Jean Résal, der selbst ein Buch über Grundbau verfasste, dafür aber Messungen vermisste. Die von Frontard mit einem von ihm entwickelten Rahmenschergerät gemessenen Scherfestigkeitswerte der Tonboden-Auffüllung für einen Damm in Charmes (wo es zu einer Rutschung gekommen war), konnte Resal noch in einem Anhang seines Buches einfließen lassen. Er mass die (undrainierten) Werte von rund 2 Tonnen pro Quadratmeter für die Kohäsion bei einem Reibungswinkel von 8 Grad (Ansatz der Parameter nach Coulomb). Die Werte waren damals überraschend (insbesondere der niedrige Reibungswinkel). Ein Aufsatz darüber von Frontard erschien 1914. 1922 veröffentlichte er auch einen Aufsatz, in der er wie schon Collin die Gleitfläche bei Böschungsrutschungen (in Ton bzw. bindigen Böden) als Zykloide identifizierte, was er auch theoretisch ableitete.
Sein Vater Jean Baptiste Jules Frontard war Censeur (für die Disziplin zuständiger Lehrer an französischen Schulen) am Lycée in Rouen. Frontard heiratete am 4. Mai 1910 in Paris Louise Hélène Madeleine Goumain-Cornille und hatte drei Kinder.